# カンティ・ラージャ・ラクシュミー・デビー
カンティ・ラージャ・ラクシュミー・デビー（Kanti Rajya Lakshmi Devi , 1906年7月5日 - 1973年4月12日）は、ネパール王国の第8代君主トリブバン・ビール・ビクラム・シャハの王妃。

## 生涯
1906年7月5日、インドのシータープルで誕生した。
彼女はパンジャーブのラージプートの家系である。
1919年3月、ネパール王トリブバン・ビール・ビクラム・シャハとカトマンズのナラヤンヒティ宮殿で結婚した。婚姻に際し、妹のイシュワリー・ラージャ・ラクシュミー・デビーとともに王国の首相チャンドラ・シャムシェル・ジャンガ・バハドゥル・ラナの養女となった。
1973年4月12日、ナラヤンヒティ宮殿で死亡した。